# Venezuela en la clasificación de Conmebol para la Copa Mundial de Fútbol de 1982
La selección de fútbol de Venezuela fue una de las nueve selecciones de fútbol que participaron en la clasificación de Conmebol para la Copa Mundial de Fútbol de 1982, en la que se definieron los representantes de Conmebol para la Copa Mundial de Fútbol de 1982, que se desarrolló en España.

## Sistema de juego
Para la Copa Mundial de Fútbol de 1982, la Conmebol dispuso de cuatro plazas de las 24 totales del mundial. Una plaza estaba asignada automáticamente a Argentina por su victoria en el Mundial de 1978. Los nueve equipos restantes se agruparon en tres grupos de tres equipos cada uno. Los partidos se jugaron por el sistema de liguilla, con encuentros en casa y como visita. Los primeros de cada grupo se clasificaron para el Mundial.

## Tabla final de posiciones
| Equipo    | Pts | PJ | PG | PE | PP | GF | GC | Dif |
| --------- | --- | -- | -- | -- | -- | -- | -- | --- |
| Brasil    | 8   | 4  | 4  | 0  | 0  | 11 | 2  | +9  |
| Chile     | 7   | 4  | 3  | 1  | 0  | 6  | 0  | +6  |
| Perú      | 6   | 4  | 2  | 2  | 0  | 5  | 2  | +3  |
| Uruguay   | 4   | 4  | 1  | 2  | 1  | 5  | 5  | 0   |
| Ecuador   | 3   | 4  | 1  | 1  | 2  | 2  | 5  | –3  |
| Bolivia   | 2   | 4  | 1  | 0  | 3  | 5  | 6  | –1  |
| Colombia  | 2   | 4  | 0  | 2  | 2  | 4  | 7  | –3  |
| Paraguay  | 2   | 4  | 1  | 0  | 3  | 3  | 6  | –3  |
| Venezuela | 2   | 4  | 1  | 0  | 3  | 1  | 9  | –8  |

## Partidos

### Grupo 1
| Equipo    | Pts | PJ | PG | PE | PP | GF | GC | Dif |
| --------- | --- | -- | -- | -- | -- | -- | -- | --- |
| Brasil    | 8   | 4  | 4  | 0  | 0  | 11 | 2  | +9  |
| Bolivia   | 2   | 4  | 1  | 0  | 3  | 5  | 6  | –1  |
| Venezuela | 2   | 4  | 1  | 0  | 3  | 1  | 9  | –8  |

| 8 de febrero de 1981 | Venezuela | 0:1 (0:0) | Brasil   | Estadio Olímpico, Caracas                                 |                                                           |
|                      |           | Reporte   | Zico 82' | Asistencia: 30.000 espectadores Árbitro(s): Ramón Barreto | Asistencia: 30.000 espectadores Árbitro(s): Ramón Barreto |

| 15 de febrero de 1981 | Bolivia                                   | 3:0 (1:0) | Venezuela | Estadio Hernando Siles, La Paz                                       |                                                                      |
|                       | Aguilar 38' · Aragonés 67' · Reynardo 84' | Reporte   |           | Asistencia: 40.000 espectadores Árbitro(s): Francisco Valdéz Barrios | Asistencia: 40.000 espectadores Árbitro(s): Francisco Valdéz Barrios |

| 15 de marzo de 1981 | Venezuela  | 1:0 (1:0) | Bolivia | Estadio Olímpico, Caracas                                |                                                          |
|                     | Acosta 42' | Reporte   |         | Asistencia: 30.000 espectadores Árbitro(s): Elías Jácome | Asistencia: 30.000 espectadores Árbitro(s): Elías Jácome |

| 29 de marzo de 1981 | Brasil                                               | 5:0 (1:0) | Venezuela | Estadio Serra Dourada, Goiânia                           |                                                          |
|                     | Tita 35', 57' · Sócrates 55' · Zico 72' · Júnior 84' | Reporte   |           | Asistencia: 34.229 espectadores Árbitro(s): Jorge Romero | Asistencia: 34.229 espectadores Árbitro(s): Jorge Romero |

## Goleadores
El goleador de la selección venezolana durante las clasificatorias fue Pedro Acosta, con una anotación. 
| Jugador      | Selección | Goles |
| ------------ | --------- | ----- |
| Pedro Acosta | Venezuela | 1     |